# District de Chagai
Le district de Chagai ou Chaghai (en ourdou : ضلع چاغی) est une subdivision administrative de l'ouest de la province du Baloutchistan au Pakistan. Essentiellement rural, le district est peuplé de quelque 230 000 habitants en 2017. Surtout pauvre et isolé, la population vit de l’activité minière ainsi que de l'agriculture malgré un climat aride. Les habitants sont majoritairement baloutches.
Créé en 1970, c'est le plus grand district de la province et il dispose d'une importante frontière avec l'Afghanistan et l'Iran et est donc particulièrement stratégique. Par ailleurs, il est le lieu des deux essais nucléaires du pays réalisés en 1998, Chagai-I et Chagai-II.

## Histoire
La région de Chagai tombe à l'issue de conflits sous l'influence de l'État de Kalat voisin durant le XVIIIe siècle, avant d'être directement administré par le Raj britannique à partir de 1896. Majoritairement musulman, Chagai rejoint le Pakistan lors de la création du pays en 1947. Le district est créé en 1970.
Le premier essai nucléaire de l'arsenal pakistanais est réalisé dans le district, le 28 mai 1998, avec pour nom de code Chagai-I, suivi deux jours plus tard par Chagai-II.

## Démographie

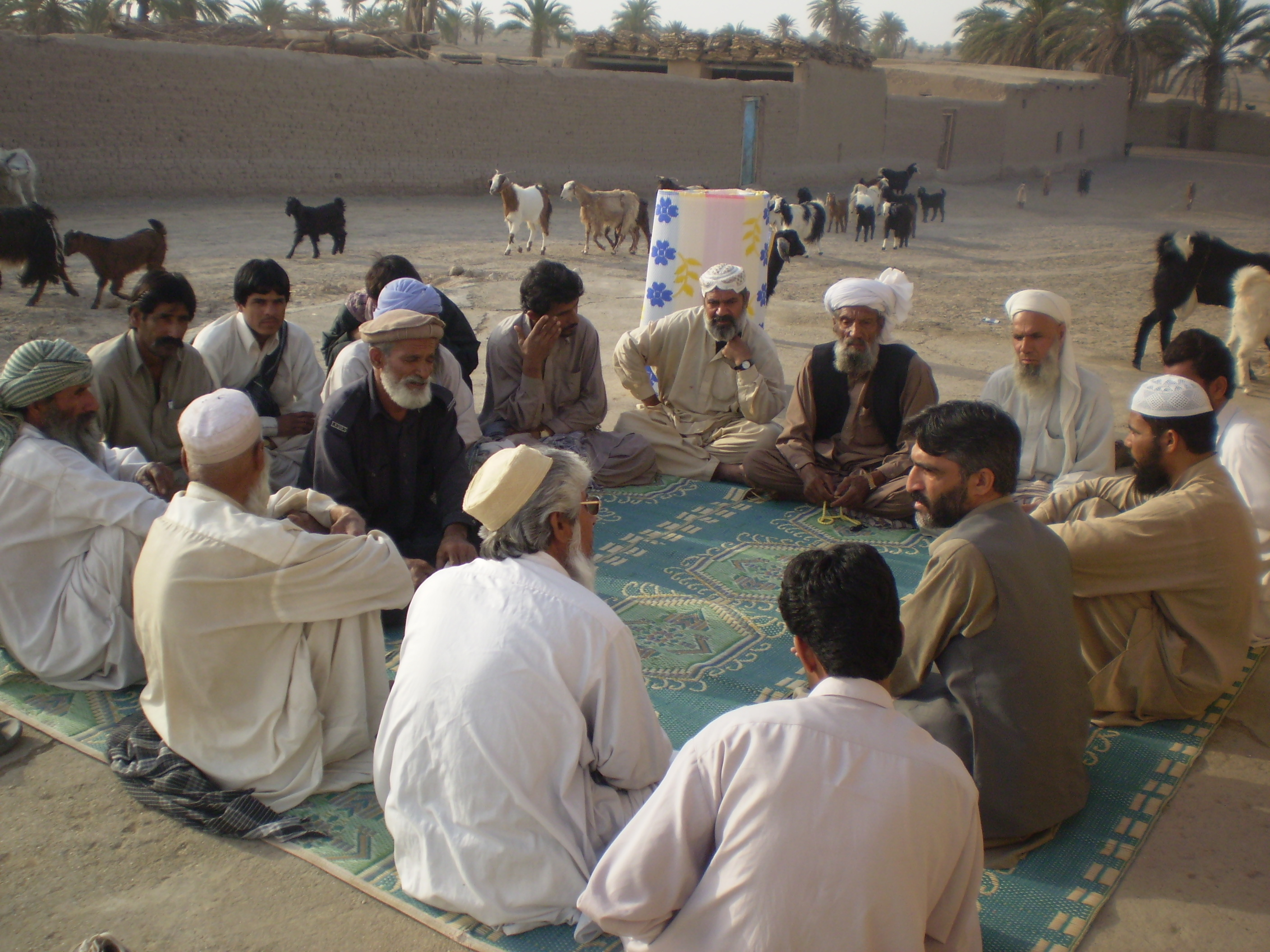
Habitants du district à Dalbandin.

Lors du recensement de 1998, la population du district a été évaluée à 104 534 personnes, dont environ 11 % d'urbains. Le taux d'alphabétisation était de 27 % environ, soit bien moins que la moyenne nationale de 44 %. Il se situait à 38 % pour les hommes et 14 % pour les femmes, soit un différentiel de 24 points, contre 25 pour la moyenne nationale.
Selon cette étude, à l'époque de la guerre civile en Afghanistan, le district compte près de 53 000 réfugiés afghans. Un nombre important d'entre eux seraient rentrés depuis 2001.
En 2009, l'alphabétisation est estimée à 43 % par les autorités, dont 62 % pour les hommes et 19 % pour les femmes. 
Le recensement suivant mené en 2017 pointe une population de 226 008 habitants, soit une croissance annuelle de 4,1 %, nettement supérieure aux moyennes provinciale et nationale de 3,4 % et 2,4 % respectivement. Le taux d'urbanisation baisse pour passer à 7 %.
Le district est surtout peuplé de tribus baloutches et on trouve aussi quelques communautés pachtounes.
Le district compte quelques minorités religieuses : des Chrétiens (0,6 % en 1998), des Hindous (0,3 % en 1998), des Sikhs (0,1 % en 1998), et des Zoroastriens, vers la frontiére Iranienne.

## Administration

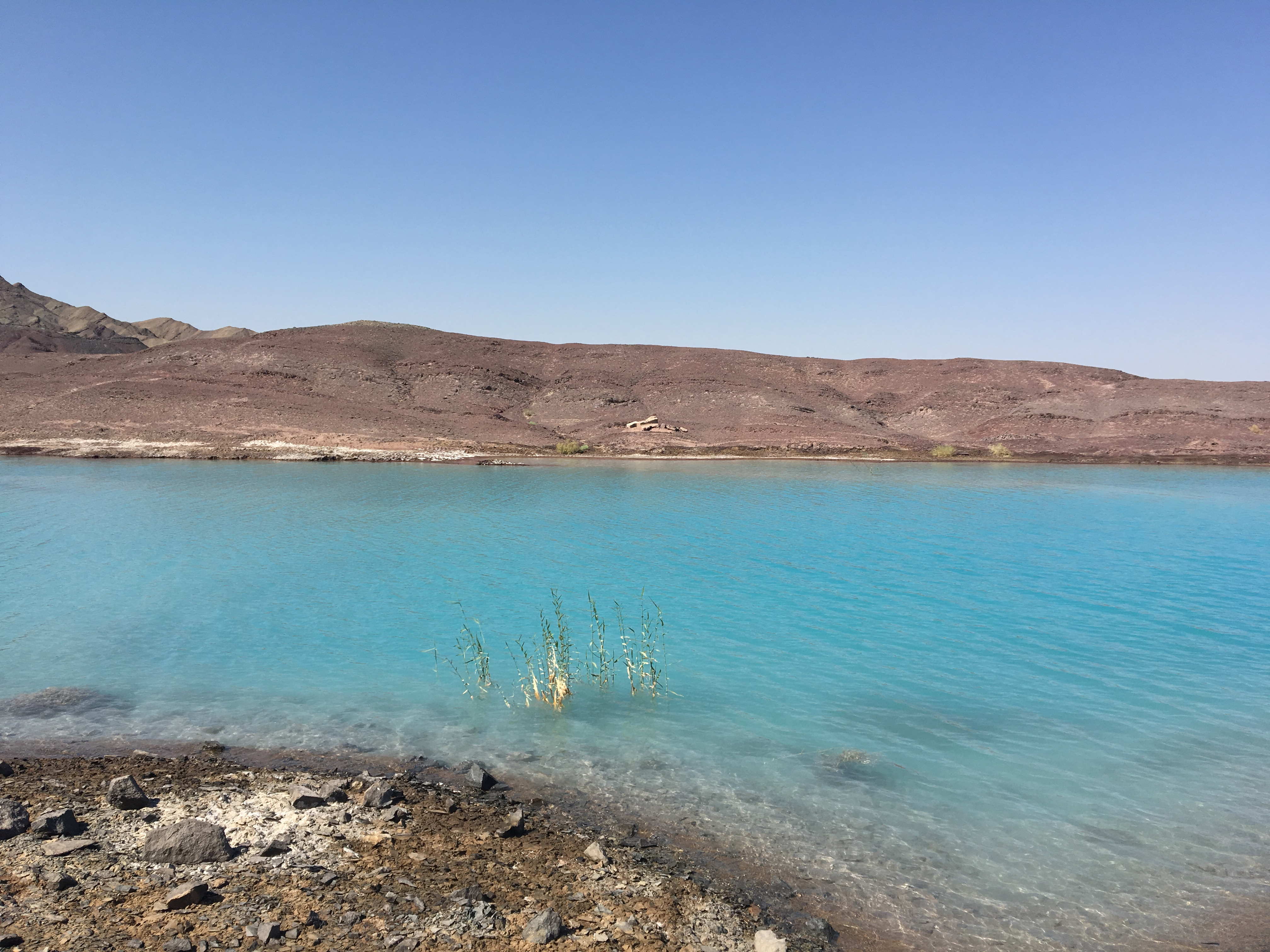
Lac dans le district.

Le district est divisé en quatre tehsils ou sous-tehsils ainsi que dix Union Councils.
| Tehsil    | Population (rec. 2017) |
| --------- | ---------------------- |
| Chagai    | 58 383                 |
| Dalbandin | 126 822                |
| Nokundi   | 22 293                 |
| Taftan    | 18 510                 |

La capitale Dalbandin est l'unique ville du district, c'est-à-dire la seule considérée comme une zone urbaine par les autorités de recensement. Elle regroupe 7 % de la population du district. 
| Ville     | Population (rec. 2017) |
| --------- | ---------------------- |
| Dalbandin | 16 319                 |

## Économie et éducation

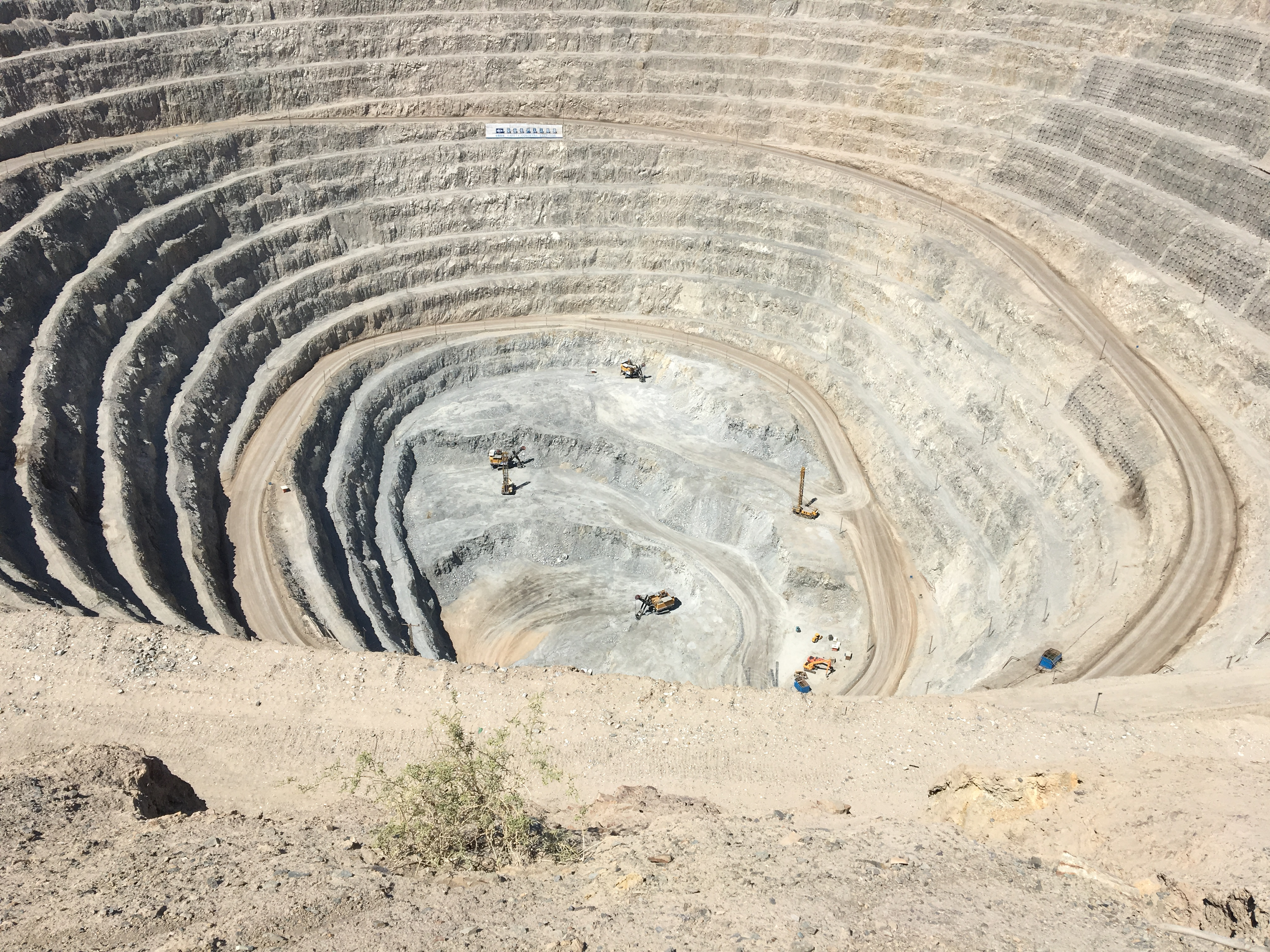
La mine de Saindak produit de l'or et du cuivre.

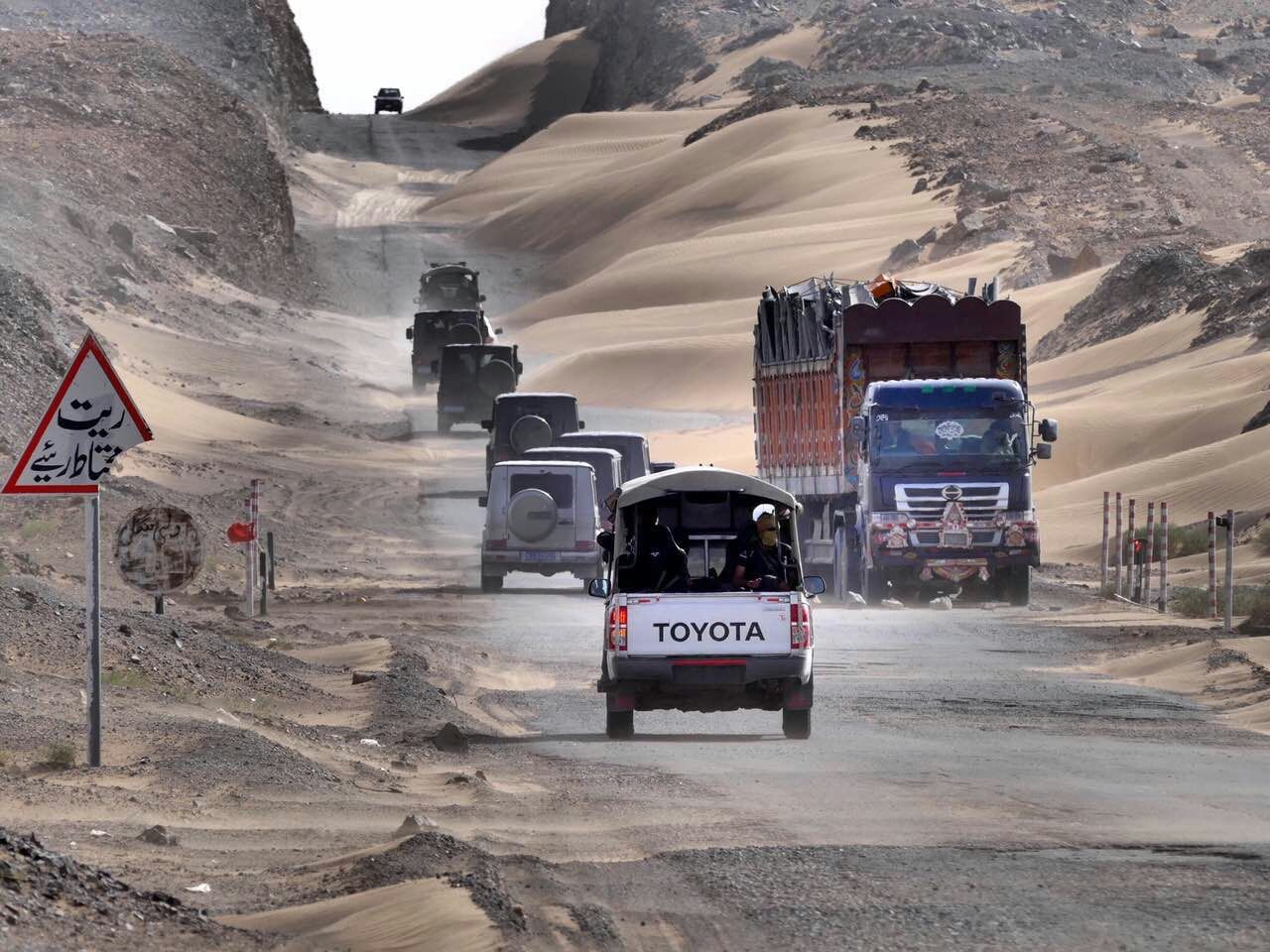
Route proche du point frontalier avec l'Iran, Taftan.

Chagai est un district désertique, pauvre et isolé des axes de communications. La population vit sous un climat aride qui rend l'agriculture difficile. Moins de 1 % de la superficie totale est cultivée, soit environ 330 kilomètres carrés, avec une petite production surtout orientée vers le blé, les oignons, les dattes, la grenade et le raisin notamment. L'élevage de chèvres et de moutons est également une source importante de subsistance.
Le district a également une activité minière qui produit de l'onyx (60 000 tonnes en 2010), du cuivre (18 000 tonnes), du calcaire (13 000 tonnes), de la chromite  (10 000 tonnes) et de la pierre ponce (5 000 tonnes) surtout. La mine de Saindak produit également de l'or.
Les services publics sont peu développés dans le district, notamment les infrastructures scolaires qui sont manquantes. Seuls 40 % des enfants sont scolarisés dans le primaire en 2009, et ce taux baisse à 20 % pour l'enseignement secondaire.
La capitale du district Dalbandin est connectée à la route nationale no 40, qui relie Taftan, le poste frontière avec l'Iran situé dans le district, avec la capitale provinciale Quetta. Le district est également traversé par une ligne de chemin de fer qui emprunte un trajet similaire.

## Politique
De 2002 à 2018, le district est représenté par la circonscription no 39 à l'Assemblée provinciale du Baloutchistan. Lors des élections législatives de 2008, elle a été remportée par un candidat de la Ligue musulmane du Pakistan (Q), et de même durant les élections législatives de 2013.
Depuis le redécoupage électoral de 2018, le district partage avec les districts de Kharan et Nushki la circonscription no 268 pour l'Assemblée nationale et est pleinement représenté par la circonscription 34 de l'Assemblée provinciale. Lors des élections législatives de 2018, elles sont remportées par un candidat du Muttahida Majlis-e-Amal et un indépendant.